# Greg Burke (rugby à XIII)
Pour les articles homonymes, voir Greg Burke (homonymie) et Burke.

a Compétitions nationales et continentales officielles uniquement.

Gregory Burke, né le 12 février 1993 à Wigan (Angleterre), est un joueur de rugby à XIII anglais évoluant au poste de troisième ligne, de deuxième ligne ou de pilier dans les années 2010. Il fait ses débuts professionnels avec Wigan en Super League en 2013. Objet de quelques prêts à Bradford en 2014, Workington en 2014 et Hull KR en 2015 disputant avec cette dernière la finale de la Challenge Cup en 2015, il décide de joindre Widnes en 2016. De nouveau en prêt à Salford en 2018, il s'engage avec ce dernier et dispute la finale de la Super League en 2019.

## Palmarès
- Collectif :
  - Finaliste de la Super League : 2013[1] (Wigan).
  - Vainqueur de la Challenge Cup : 2013[1] (Wigan).
  - Finaliste de la Super League : 2014[1] (Wigan) et 2019 (Salford).
  - Finaliste de la Challenge Cup : 2015[1] (Hull KR) et 2020 (Salford).